# Малиново (Псковская область)
Малиново — деревня в Горайской волости Островского района Псковской области.
Расположена в 26 км к югу от города Остров, в 6 км к югу от волостного центра, деревни Крюки и в 0,5 км к северу от деревни Гораи.
Численность населения деревни по состоянию на 2000 год составляла 30 человек.